# Cova de les Meravelles de Gandia
La cova de les Meravelles és una cova situada al municipi de Gandia, amb un important jaciment del Paleolític superior. Hi són presents les indústries gravetianes, solutrianes i d'epigravetianes. Després del Paleolític, la cova presenta diversos materials fins a l'època del vas campaniforme. Els materials trobats a la cova de les Meravelles es conserven al Museu de Prehistòria de València.
Les primeres troballes a la cova de les Meravelles es descobriren cap als anys 50. La cova de les Meravelles junt a la cova del Parpalló, són de gran importància dins del conjunt de l'art rupestre llevantí, tenint en compte que no són gaires les troballes que s'han trobat i conservat d'una època tan antiga. Restes anteriors a 15.000 anys hi ha prou, però a partir d'eixa data, es reduïx molt la documentació. Al País Valencià, es coneixen 425 llocs repartits en 93 municipis. De tots aquests, només cinc pertanyen al període del Paleolític superior, i dos d'aquests són la cova de les Meravelles i la del Parpalló, a Gandia. A la cova de les Meravelles, s'han trobat 15 representacions parietals: cavalls, urs, bous, cabres, cérvols…
La cova de les Meravelles té, des de fa temps, una tanca protectora que impedix el pas de la gent i encara no existeix, a diferència de la del Parpalló, un projecte d'obertura al públic. La Unesco revisa des del 2008 les troballes de la cova de les Meravelles i del Parpalló per declarar-les Patrimoni de la Humanitat.